# Berdache
Pred kraj dvadesetog stoljeća, a ne-Indijanski antropolozi koriste termin berdache u vrlo širokom značenju, da bi opisali indijanca koji zauzima jednu od mnogih treće-rodnih uloga u svom plemenu.[Rečenica nema smisla] Često su u svojim spisima primjenjivali ovaj pojam na bilo kojeg muškarca za kojeg su smatrali da je homoseksualan, biseksualan ili feminiziran prema zapadnim socijalnim standardima, što dovodi do toga da je širok spektar različitih pojedinaca kategoriziran pod ovim nepreciznim pojmom. Ponekad su pogrešno implicirali da su te osobe interspolne (ili "hermafroditi"). Pojam berdache autohtonim je ljudima uvijek bio odvratan. De Vries piše: "Berdache je pogrdan pojam koji su stvorili Europljani, a ovjekovječili su ga antropolozi i drugi kako bi definirali ljude Indijanaca / Prvih naroda koji su se razlikovali od zapadnih normi koje spol, spol i seksualnost doživljavaju kao binarne i nerazdvojne." Pojam je sada pao u nemilost i kod antropologa. Potječe od francuskog fr. bardache (Engleski ekvivalent: " bardash") što znači "pasivni homoseksualac", "katamit" ili čak "dječak prostitutka". Bardache, pak, proizlazi iz perzijskog برده Barda znači "ropstvo", "ratni zarobljenik", "rob". Španjolski istraživači koji su se susreli s tim osobama među ljudima Chumash nazivali su ih es. joyas, španjolski za "dragulje".
Korištenje berdachea danas je u većini uobičajene i antropološke literature zamijenjeno s dva duha, s mješovitim rezultatima. Međutim, sam izraz dvoduh, na engleskom ili bilo kojem drugom jeziku, nije bio u upotrebi prije 1990.